# Ana Čakvetadze
Ana Čakvetadze (Moskva, 5. ožujka 1987.) je profesionalna tenisačica iz Rusije.
Profesionalnu karijeru počela je 2003. godine i do sada ima dosta uspjeha. Osvojila je šest WTA naslova, sve u pojedinačnoj konkurenciji. Svoj prvi turnir osvojila je u Kini u rujnu 2006., kada je u finalu svladala Španjolku Anabel Garrigues. Na Grand Slam turnirima najbolji rezultat zabilježila je na US Openu 2007. kada je stigla do polufinala. Najbolji renking karijere joj je 5. mjesto, kojeg je prvi put držala u rujnu 2007. godine.

## Vanjske poveznice
- Službena stranica

- ITF profil  Arhivirana inačica izvorne stranice od 19. travnja 2008. (Wayback Machine)
- ITF profil juniorki  Arhivirana inačica izvorne stranice od 30. travnja 2008. (Wayback Machine)
- Ana Čakvetadze  Arhivirana inačica izvorne stranice od 17. studenoga 2015. (Wayback Machine)